# Serra Redonda
Serra Redonda é um município brasileiro localizado na Região Metropolitana de Campina Grande, estado da Paraíba. Sua população em 2011 foi estimada pelo IBGE (Instituto Brasileiro de Geografia e Estatística) em 7 030 habitantes, distribuídos em 56 km² de área.
A colonização do lugar deve-se aos irmãos portugueses Pedro de Azevedo Cruz e Alexandre José Gomes da Cruz, chegados do Recife à vila de Ingá (hoje município), na época pertencente a Pilar. Em penetração que fez ao interior, descobriu um morro de forma arredondada, daí ter batizado o lugar de Serra Redonda. Fundaram um sítio a que deram o nome de "Cafula", dedicando-se à agricultura e à criação de gado. Em torno desse sítio, nasceu e floresceu uma povoação. Construíram logo uma capela em devoção a São Pedro. Em torno deste sítio nasceu e floresceu um povoado. Serra Redonda foi a mais importante aglomeração da Vila do Ingá.

## Geografia
De acordo com o IBGE (Instituto Brasileiro de Geografia e Estatística), no ano de 2010 sua população era estimada em 7 050 habitantes. Área territorial de 56 km².

## Política
Serra Redonda teve sua emancipação política em 17 de dezembro de 1953, sendo desmembrada da cidade do Ingá - PB.
Atualmente o prefeito é Francisco Bernardo dos Santos conhecido por Chicão e vice-prefeito João Félix de Sousa mais conhecido por João Novo que irá ficar a frente do município até 2024.

## Educação
A educação de Serra Redonda conta com diversas escolas públicas na cidade e na zona rural e duas escolas privadas de ensino básico na cidade - Instituto Construindo Cidadãos e Instituto Pe. João. Além disso, conta com o apoio do Serviço de Convivência e Fortalecimento de Vínculos e o Instituto Alpargatas que em parceria ajudam a desenvolver a educação no município.

## Artesanato
Em Serra Redonda, destaca-se o labirinto, como atividade artesanal.